# Дімбані
Дімбані, Кізімказі Дімбані (суах. Kizimkazi Dimbani) — селище на півдні острова Унгуджа (Занзібар), у якому розташована найдавніша архітектурна споруда острова — мечеть Кізімказі.